# Rio do Peixe (vattendrag i Brasilien, São Paulo, lat -23,20, long -46,10)
Rio do Peixe är ett vattendrag i Brasilien.   Det ligger i delstaten São Paulo, i den sydöstra delen av landet, 800 km söder om huvudstaden Brasília.
Omgivningen kring Rio do Peixe består huvudsakligen av våtmarker. Området är  tätbefolkat, med 476 invånare per kvadratkilometer.